# Donjon (Tour) de Brigands
Der Donjon de Brigands Turm (Donjon du Bois des Brigands) steht in der Gemeinde Thierrens im Kanton Waadt.

## Situation
Der aus Holz erstellte Turm ist 16 Meter hoch. 66 Treppenstufen führen zur Aussichtsplattform in 12 Meter Höhe.
Von der Plattform aus bietet sich eine Aussicht vom Napf bis zum Mont Blanc.
Vom Parkplatz im Wald La Commounaille erreicht man den Aussichtsturm in ca. 5 Minuten.

## Weblinks

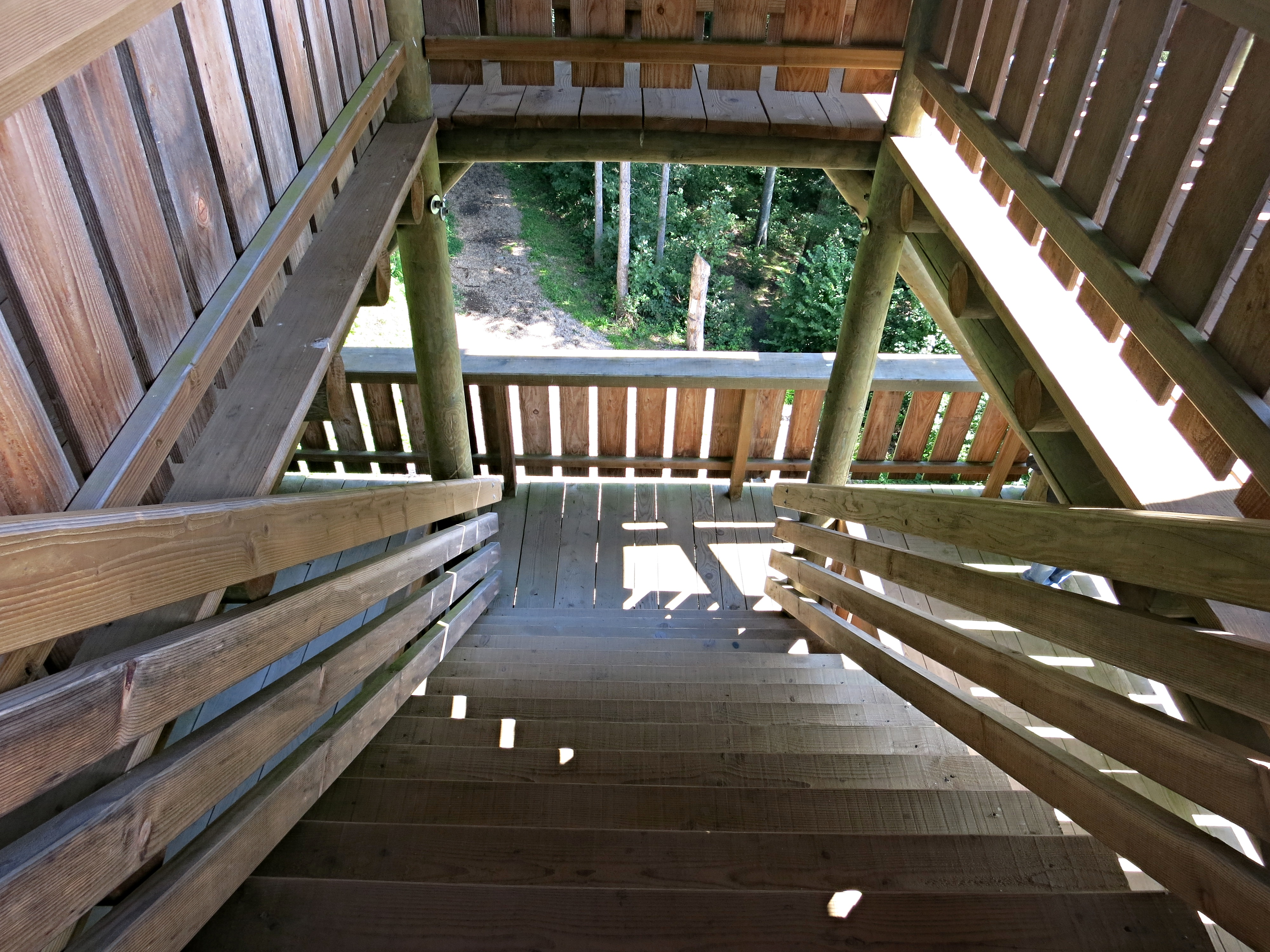
Treppen
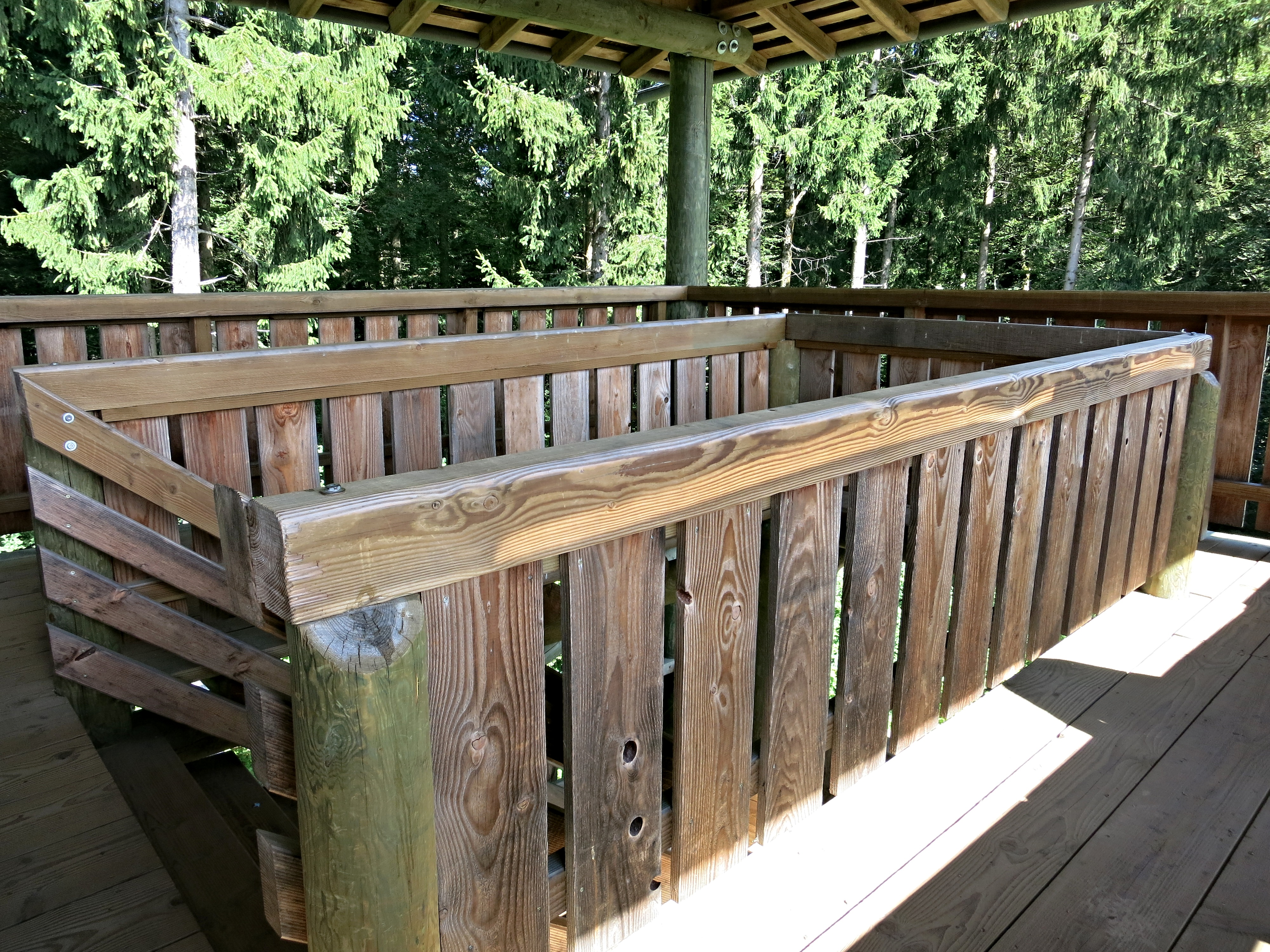
Aussichtsplattform